# Případová studie
Případová studie (též kazuistika, anglicky case study) je jednou z metod kvalitativního výzkumu. Stručně bývá charakterizována jako detailní studium jednoho či několika málo případů za účelem aplikace získaných poznatků při porozumění případům obdobným. Je považována za způsob sociologické analýzy a uváděna jako synonymum monografie, či monografické procedury.

## Charakteristika
Případová studie je výzkumnou metodou běžně užívanou v disciplínách psychologie, sociologie, politologie, antropologie atd. Předpokladem případové studie je soustředění na jeden sociologický objekt či jednu sociologickou jednotku, jakou může být typicky i specifický jednotlivec, rodina, pracovní, zájmová či etnická skupina, lokální komunita či instituce. Tento "případ" následně studie nahlíží, sleduje a zpracovává jako celek ze všech sociologicky relevantních aspektů. Typickým a nejběžnější příkladem případové studie je komunitní studie.
Pro případovou studii je charakteristická kombinace různých technik sběru informací, z nichž je preferována analýza dokumentů (např. historických pramenů či statistik) ve spojení s přímým pozorováním předmětu studie, případně interview. Užívány jsou zvukové i vizuální záznamy.
Pro případovou studii jsou obecně doporučovány spíše kvalifikační metody a techniky než metody statistické, i ty však mohou být řidčeji užity. Zatímco ve statistickém šetření je shromažďováno omezené množství dat mnoha jedinců (respektive případů), v případové studii je sbíráno velké množství dat od jednoho nebo několika málo případů. Případové studie vychází z předpokladu, že důkladné prozkoumání jednoho případu napomůže porozumění případům podobným. Ze svého charakteru si pak ale nečiní nárok na statistickou zobecnitelnost.

## Typy případové studie[1]
1. Osobní případová studie. Jedná se o podrobný výzkum určitého aspektu u jedné osoby. Věnuje se minulosti, kontextovým faktorům a postojům, které zkoumané události předcházely. Zkoumá možné příčiny, determinanty, faktory, zkušenosti a procesy, jež mají k této události vztah.
2. Studie komunity (viz sociografie). Je zkoumána jedna či více komunit na určitém místě. Hlavní vzorce života komunity jsou popisovány, analyzovány a komparovány.
3. Studium sociálních skupin. Zabývá se zkoumáním malých přímo komunikujících skupin (např. rodin) i větších difúzních skupin (např. skupiny zaměstnanců). Popisuje a analyzuje vztahy a aktivity ve skupině.
4. Studium organizací a institucí. Jsou zkoumány firmy, školy a jiné organizace, implementace programů a intervencí, kultura organizací, procesy změn a adaptací. Hledá nejlepší vzorce chování, zavedení určitého typu řízení, evaluace a adaptace.
5. Zkoumání událostí, rolí a vztahů. Zde se studie zaměřují na určitou událost (viz body 3 a 4). Zahrnují analýzu interakce členů skupiny, konfliktů, rolí a stereotypů.

Pojetí případové studie se u některých metodologů liší. J. Hendl uvádí další dvě členění.

### Typy případové studie podle R. E. Stakea
Stake definuje případovou studii jako úsilí o porozumění jedinečnému a komplexnímu sociálnímu objektu, který představuje systém s určitými sociálními hranicemi. Uvádí také tři typy případových studií:
- Intrinsitní případová studie. Věnuje se případu jen kvůli němu samému beze vztahu k obecnější problematice. Vybrané stránky případu se popisují co nejhlouběji, cílem je celistvé porozumění případu.
- Instrumentální případová studie. Nejprve je vybrán jev a následně podrobně zkoumány případy, které tento jev reprezentují. Cílem této studie je porozumět teoretickým otázkám.
- Kolektivní případová studie. Je prováděna na základě předpokladu, že sledováním více případů lze dosáhnout širšího vhledu do dané problematiky. Tyto studie jsou využívány v komparativních výzkumech testujících určitou teorii.

### Typy případové studie podle R. K. Yina
Yin definuje případovou studii jako strategii pro zkoumání předem určeného jevu v přítomnosti, v rámci jeho reálného kontextu a to zvláště, pokud hranice mezi jevem a kontextem nejsou zcela jasné. Yin rozlišuje čtyři typy případové studie:
1. Exploratorní studie. Má za cíl prozkoumat strukturu případu a vztahy, které zde působí, definovat hypotézy a otázky, navrhnout teorii a připravit podklady pro další výzkum.
2. Deskriptivní případová studie. Jejím cílem je podat co nejkomplexnější popis daného jevu. Za tím účelem nejprve stanovuje seznam základních témat a aspektů, na něž se výzkum zaměří.
3. Explanatorní studie. Podává vysvětlení případu rozebráním jednotlivých příčinných řetězců za užití předem stanovené teorie. Cílem je odkrýt méně známé nebo dosud neznámé vztahy a struktury daného případu, analyzovat jejich charakter, identifikovat příčiny a důsledky.
4. Testovací případová studie. Klade si za cíl (podobně jako explanatorní studie) pomocí navržené teorie zdůvodnit mechanismy působící v případu, důraz je zde však kladen především na testování správnosti teorie.

## Historie
První představení případové studie v rámci sociálních věd bývá uváděno do roku 1829 Fredericem Le Playem, jež ji využil v rámci svého studia rodinných rozpočtů.
V roce 1967 představili sociologové Barney Glaser a Ansel Strauss novou výzkumnou metodu s názvem „zakotvená teorie“, v rámci níž využili případové studie za účelem tvorby nových teorií. V desetiletích následujících poté vzrostla jejich popularita v užití pro ověření hypotéz. Případová studie byla postupně využívána jako metoda výuky a profesního rozvoje, zejména v oblasti obchodu a právního vzdělání. Další z oblastí, v nichž nabyla významu, je reflexe vzdělání. Zde bývají případové studie často označovány anglicky critical incidents. Dnes je již možné případovou studii zařadit mezi standardní metodologické postupy.